# James Hamilton (5. książę Abercorn)
James Hamilton (ur. 4 lipca 1934 w Londynie) – brytyjski arystokrata i polityk, najstarszy syn Jamesa Hamiltona, 4. księcia Abercorn i lady Mary Crichton, córki wicehrabiego Crichton.

## Życiorys
Wykształcenie odebrał w Eton College i w Royal Agricultural College. Służbę wojskową odbył w regimencie Grenadier Guards. W latach 1964–1970 zasiadał w Izbie Gmin jako reprezentant okręgu Fermanagh and South Tyrone. Po śmierci ojca w 1979 r. odziedziczył tytuł księcia Abercorn i zasiadł w Izbie Lordów. W 1986 r. został Lordem Namiestnikiem Tyrone. Jest kawalerem Orderu Podwiązki i pułkownikiem Gwardii Irlandzkiej. W 2001 r. został Lordem Stewardem Dworu Królewskiego.
20 października 1966 w Katedrze Westminsterskiej poślubił Anastasię Alexandrę Phillips, zwaną "Sanchą" (ur. 27 lutego 1946), córkę podpułkownika Harolda Phillipsa i Georginy Wernher, córki Harolda Wernhera, 3. baroneta. Księżna Abercorn zajmuje 630 miejsce w linii sukcesji do brytyjskiego tronu. James i Alexandra mają razem dwóch synów i córkę:
- James Harold Charles Hamilton (ur. 19 sierpnia 1969), markiz Hamilton, 631 w linii sukcesji do tronu brytyjskiego, ożenił się z Tanyą Nation, ma syna, Jamesa Alfreda Nicholasa Hamiltona, wicehrabiego Strabane, 632 w linii sukcesji
- Sophia Alexandra Hamilton (ur. 8 czerwca 1973), żona korespondenta wojennego Anthony'ego Loyda, nie ma dzieci, jest 634 w linii sukcesji do brytyjskiego tronu
- Nicholas Edward Hamilton (ur. 5 lipca 1979), 633 w linii sukcesji do brytyjskiego tronu

Książę jest jednym z największych posiadaczy ziemskich w Irlandii Północnej. Jego posiadłości obejmują 15 000 akrów powierzchni. Mieszka w swej rodowej rezydencji Baronscourt niedaleko Omagh w hrabstwie Tyrone.